# 拉沙佩勒站
拉沙佩勒站（法語：La Chapelle）是巴黎地鐵2號線的一個車站，位於巴黎十區和巴黎十八區的交界處，得名于以旧市镇拉沙佩勒命名的拉沙佩勒城障。拉沙佩勒站是巴黎地鐵2號線的車站。

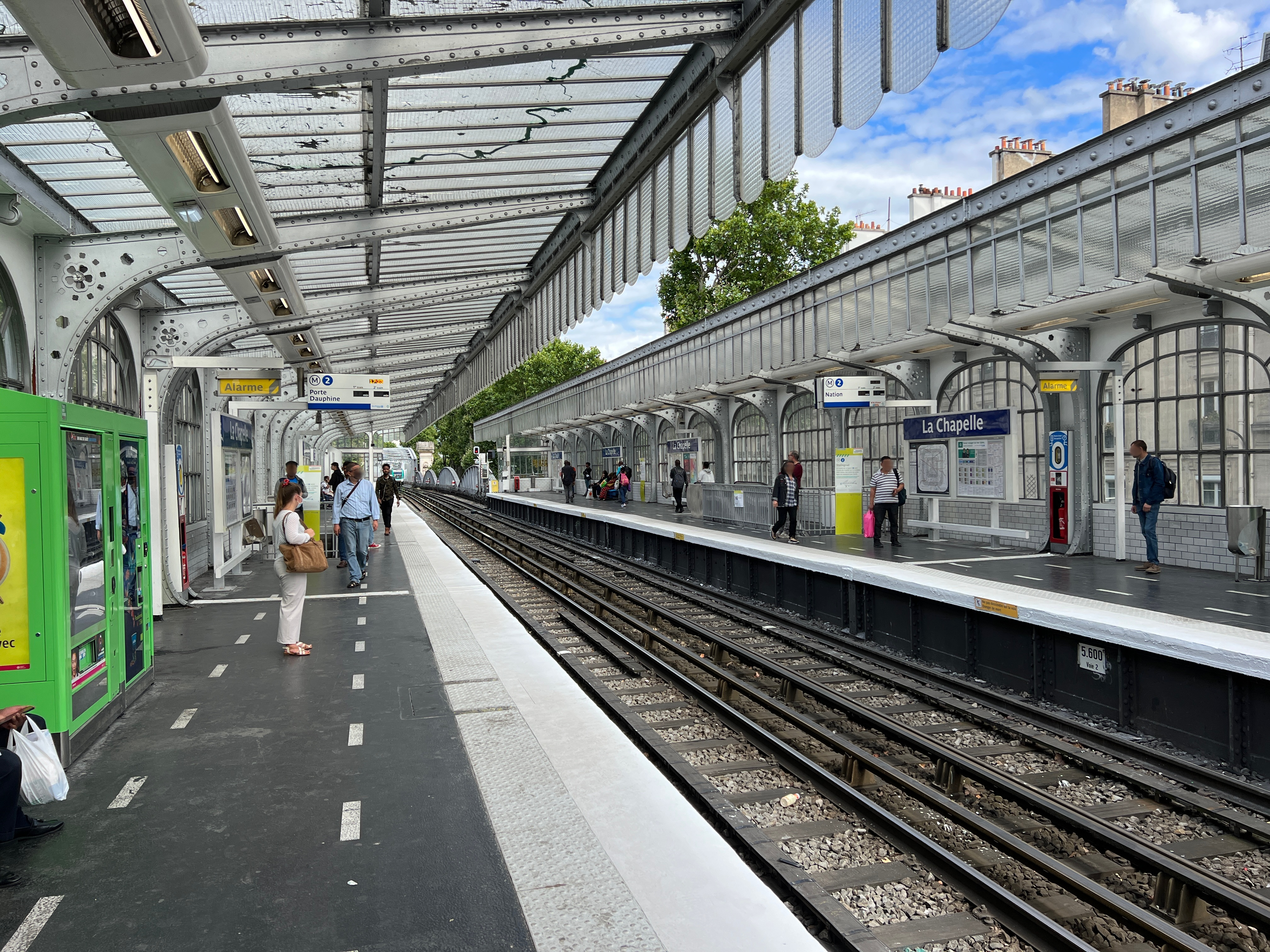
月台 (2022年7月)

## 車站結構
| P 月台 | 側式月台，右側開門 | 側式月台，右側開門                |
| P 月台 | 1號月台            | 往太子妃门（巴尔贝斯-罗什舒阿尔） |
| P 月台 | 2號月台            | 往民族廣場（史達林格勒）          |
| P 月台 | 側式月台，右側開門 |                                   |

| M | 月台連接夾層 |

| G 街道 |